# Aartsbisdom Sucre

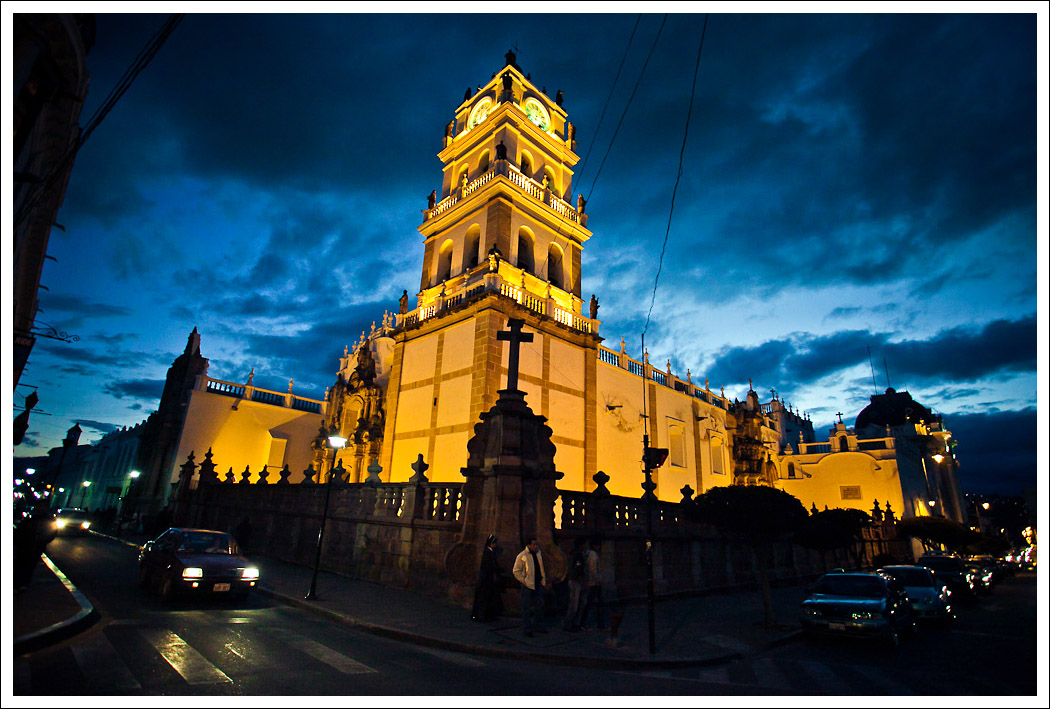
Kathedraal van Sucre

Het aartsbisdom Sucre (Latijn: Archidioecesis Sucrensis, Spaans: Arquidiócesis de Sucre) is een in Bolivia gelegen rooms-katholiek aartsbisdom met zetel in de stad Sucre. De aartsbisschop van Sucre is metropoliet van de kerkprovincie Sucre waartoe ook de volgende suffragane bisdommen behoren:
- Potosí
- Tarija

## Geschiedenis
Het bisdom Sucre werd als bisdom La Plata o Charcas op 27 juni 1552 opgericht uit gebiedsdelen van het bisdom Cuzco. Het werd suffragaan aan het aartsbisdom Lima. Op 20 juli 1609 werd Sucre door paus Paulus V tot aartsbisdom verheven. Op 11 november 1924 werd de naam van het aartsbidsom veranderd in Sucre. Er werd diverse malen gebied aan het aartsbisdom onttrokken ten behoeve van de oprichting van nieuwe bisdommen.

## Bisschoppen
- 1552-1559: Tomás de San Martín OP
- 1562-1570: Domingo de Santo Tomás OP
- 1579-1585: Alfonso Granero de Ávalos
- 1587-1592: Alfonso de la Cerda OP
- 1594-1602: Alonso Ramírez Vergara OS
- 1605-1606: Luis López de Solís OESA

### Aartsbisschoppen van La Plata o Charcas
- 1609–1616: Alonso de Peralta
- 1616–1623: Jerónimo Tiedra Méndez OP
- 1624-1628: Hernando de Arias y Ugarte (vervolgens aartsbisschop van Lima)
- 1628-1630: Francisco Sotomayor OFM
- 1635-1644: Francisco Vega Borja OSB
- 1645-1649: Pedro de Oviedo Falconi OCist
- 1651-1656: Juan Alonso y Ocón
- 1659-1665: Gaspar de Villarroel OESA
- 1669-1670: Bernardo de Izaguirre Reyes
- 1672-1677: Melchor de Liñán y Cisneros (vervolgens aartsbisschop van Lima)
- 1677-1683: Cristóbal de Castilla y Zamora
- 1685-1692: Bartolome Gonzalez y Poveda
- 1694-1709: Juan Queipo de Llano y Valdés
- 1714-1723: Diego Morcillo Rubio de Suñón de Robledo OSsT (vervolgens aartsbisschop van Lima)
- 1723-1724: Juan de Necolalde
- 1725-1728: Luis Francisco Romero
- 1730-1742: Alonso del Pozo y Silva
- 1742-1746: Agustín Rodríguez Delgado (vervolgens aartsbisschop van Lima)
- 1746-1747: Salvador Bermúdez y Becerra
- 1747-1756: Gregorio de Molleda y Clerque
- 1756: Bernardo de Arbiza y Ugarte
- 1756-1760: Cayetano Marcellano y Agramont
- 1762-1775: Pedro Miguel Argandoña Pastene Salazar
- 1776-1782: Francisco Ramón Herboso y Figueroa OP
- 1784-1804: José Antonio Campos Julián OCD
- 1805-1816: Benito María de Moxó y Francolí OSB
- 1818-1827: Diego Antonio Navarro Martín de Villodras
- 1835-1855: José María Mendizábal
- 1855-1860: Manuel Ángel del Prado Cárdenas
- 1861-1885: Pedro José Puch y Solona
- 1887-1897: Pedro José Cayetano de la Llosa CO
- 1898-1906: Miguel de los Santos Taborga
- 1906-1912: Sebastiano Francisco Pifferi OFM
- 1914-1922: Victor Arrién
- 1923-1924: Luigi Francesco Pierini OFM (vervolgens aartsbisschop van Sucre)

### Aartsbisschoppen van Sucre
- 1924-1939: Luigi Francesco Pierini OFM (daarvoor aartsbisschop van La Plata o Charcas)
- 1940-1951: Daniel Rivero Rivero
- 1951-1983: Josef Clemens Maurer CSsR
- 1983-1988: René Fernández Apaza (vervolgens aartsbisschop van Cochabamba)
- 1989-2013: Jesús Gervasio Pérez Rodríguez OFM
- 2013-heden: Jesús Juárez Párraga SDB